# Az utolsó kardvágás
Az utolsó kardvágás (eredeti címén, japánul: 壬生義士伝 (Mibu gisi den)) egy 2002-ben bemutatott, valós történelmi környezetbe helyezett japán filmdráma Takita Jódzsiró rendezésében. A mű szamurájklánok életét mutatja be a sógunátus időszakának végén.
A mű többet is elnyert a Japán Filmakadémia díjai közül, győzött például a legjobb film kategóriában is.

## Cselekmény
|  | Alább a cselekmény részletei következnek! |

A film kerettörténete 1899-ben játszódik: egy orvosházaspárhoz késő este bekopogtat egy idősödő ember, aki beteg unokáját hozza el vizsgálatra. Az orvosnál véletlenül meglát egy fényképet, ami egy szamurájt ábrázol, amelyről kiderül, hogy mind ő, mind az orvos jól ismerte: ennek kapcsán  visszaemlékezésekbe kezdenek, először csak magukban, végül egymással beszélgetve is. Visszaemlékezéseik adják a film jeleneteinek döntő többségét.
Kiderül, hogy a fényképen látott szamuráj nem más, mint a moriokai származású Josimura Kanicsiró, aki sokáig az Óno-klán alacsony rangú, ám igen ügyes kardforgató szamurája volt. Itt ismert meg egy Sizu nevű lányt, akivel egymásba is szerettek, ám egy másik férfi döntött úgy, hogy feleségül veszi a nőt. Már az esküvőre vitték a menyasszonyt, amikor az megszökött, és végül Kanicsiróval kelt egybe. Született egy fiuk, aki szintén ügyes harcossá vált, és egy Micu nevű kislányuk is. Néhány év múlva azonban a vidéket akkora éhínség sújtotta, hogy Sizu úgy döntött, megöli magát, hogy több élelem maradhasson családjának. Az apa ezt még időben meg tudta akadályozni, viszont valamit tennie kellett, hogy pénzt szerezzen: úgy döntött, bármennyire is becstelen dolog ez, de elhagyja klánját, és a híres Sinszengumi alakulathoz csatlakozik.
A Sinszenguminál azonnal felfedezik kiváló vívóképességét, ezért oktatónak nevezik ki. Megismerkedik viszont egy Szaitó nevű, erőszakos, durva modorú szamurájjal is, aki már az első pillanattól kezdve erős ellenszenvet érez a kissé szószátyár, és igen pénzsóvár Kanicsiró iránt. Súlyosbítja ellentétüket, amikor egy győztes rajtaütés során Szaitó egyik, neki nem tetsző saját társát öli meg, és Kanicsiró a holttesten elhelyezkedő sebekből és Szaitó balkezességéből rájön, hogy Szaitó volt a tettes, és még pénzt is kér tőle a hallgatásért cserébe. A film során azonban azt vehetjük észre, hogy a gyűlölet lassan egyfajta tiszteletté alakul a hazaszerető és becsületes Kanicsiró iránt, aki bár a múltban egyszer kénytelen volt elhagyni a klánját, ezt most már nem teszi meg, és akkor is a Tokugava sógunátust szolgálta, amikor az már egyértelműen bukásra állt. A kaotikus történelmi helyzetben az nehezítette legjobban a szamurájok életét, hogy ellenségeiknél megjelentek a lőfegyverek, amelyek ellen karddal (a közelharc kivételével) nem tudtak hatékonyan szembeszállni. Kanicsiró az 1868-as toba-fusimi csatában is, hűségét nem feledve, ráront a puskás császári katonákra, ám a harcteret füstköd borítja be, így sem a nézők, sem Szaitó nem láthatja, hogy mi történik vele.
A kerettörténetben eközben kiderül, hogy az orvos, Óno Csiaki nem más, mint az Óno-klán vezérének fia, aki egyrészt nagy tisztelője Kanicsirónak, másrészt Kanicsiró fiának barátja is, a beteg gyereket elhozó nagyapa pedig maga Szaitó. Ő itt tudja meg Ónótól, hogy Kanicsiró nem halt meg a csatában, csak súlyosan megsérült, és úgy döntött, visszatér az Óno-klánhoz. Ők azonban nem tudják befogadni, részben azért, mert tartanak a császári erőktől, akik a lázadó katonákat rejtegető klánok megsemmisítésével fenyegetnek. Óno vezér ezért felszólítja Kanicsirót, hogy ahogy a szamurájbecsület megköveteli, kövessen el harakirit. Kanicsiró ezután érzelmes visszaemlékezésekbe kezd, majd valóban megöli magát. A film végén még azt láthatjuk, hogy 16 éves fia, aki hasonlóan becsületes, mind Csiaki, mind húga ragaszkodása ellenére elindul a biztos halált jelentő hakodatei csatába, Micut pedig rábízza Csiakira. Végül kiderül, hogy Csiaki és Micu később összeházasodtak, és ma is együtt élnek: ő tehát az az orvosnő, aki Szaitó unokáját vizsgálja meg.
|  | Itt a vége a cselekmény részletezésének! |

## Szereplők
- Nakai Kiicsi ... Josimura Kanicsiró
- Szató Kóicsi ... Szaitó szenszei
- Nacukava Jui ... Sizu és a felnőtt Micu
- Jakatani Miki ... Nui
- Mijake Júdzsi ... Óno Dzsiróemon
- Murata Takehiro ... Óno Csiaki felnőtt korában

## Díjak és jelölések
| 2004 | A japán filmakadémia díja | Legjobb film                 |                             | Elnyerte |
| 2004 | A japán filmakadémia díja | Legjobb férfi színész        | Nakai Kiicsi                | Elnyerte |
| 2004 | A japán filmakadémia díja | Legjobb férfi mellékszereplő | Szató Kóicsi                | Elnyerte |
| 2004 | A japán filmakadémia díja | Legjobb férfi mellékszereplő | Mijake Júdzsi               | Jelölés  |
| 2004 | A japán filmakadémia díja | Legjobb női mellékszereplő   | Nakatani Miki               | Jelölés  |
| 2004 | A japán filmakadémia díja | Legjobb rendező              | Takita Jódzsiró             | Jelölés  |
| 2004 | A japán filmakadémia díja | Legjobb operatőr             | Hamada Takesi               | Jelölés  |
| 2004 | A japán filmakadémia díja | Legjobb világítás            | Oszada Tacuja               | Jelölés  |
| 2004 | A japán filmakadémia díja | Legjobb szerkesztés          | Tomita Iszao, Tomita Nobuko | Jelölés  |
| 2004 | A japán filmakadémia díja | Legjobb művészeti rendezés   | Heja Kjóko                  | Jelölés  |
| 2004 | A japán filmakadémia díja | Legjobb hang                 | Onodera Oszamu              | Jelölés  |
| 2003 | Nikkan Szupócu-filmdíj    | Legjobb férfi színész        | Nakai Kiicsi                | Elnyerte |